# رنين أرضي

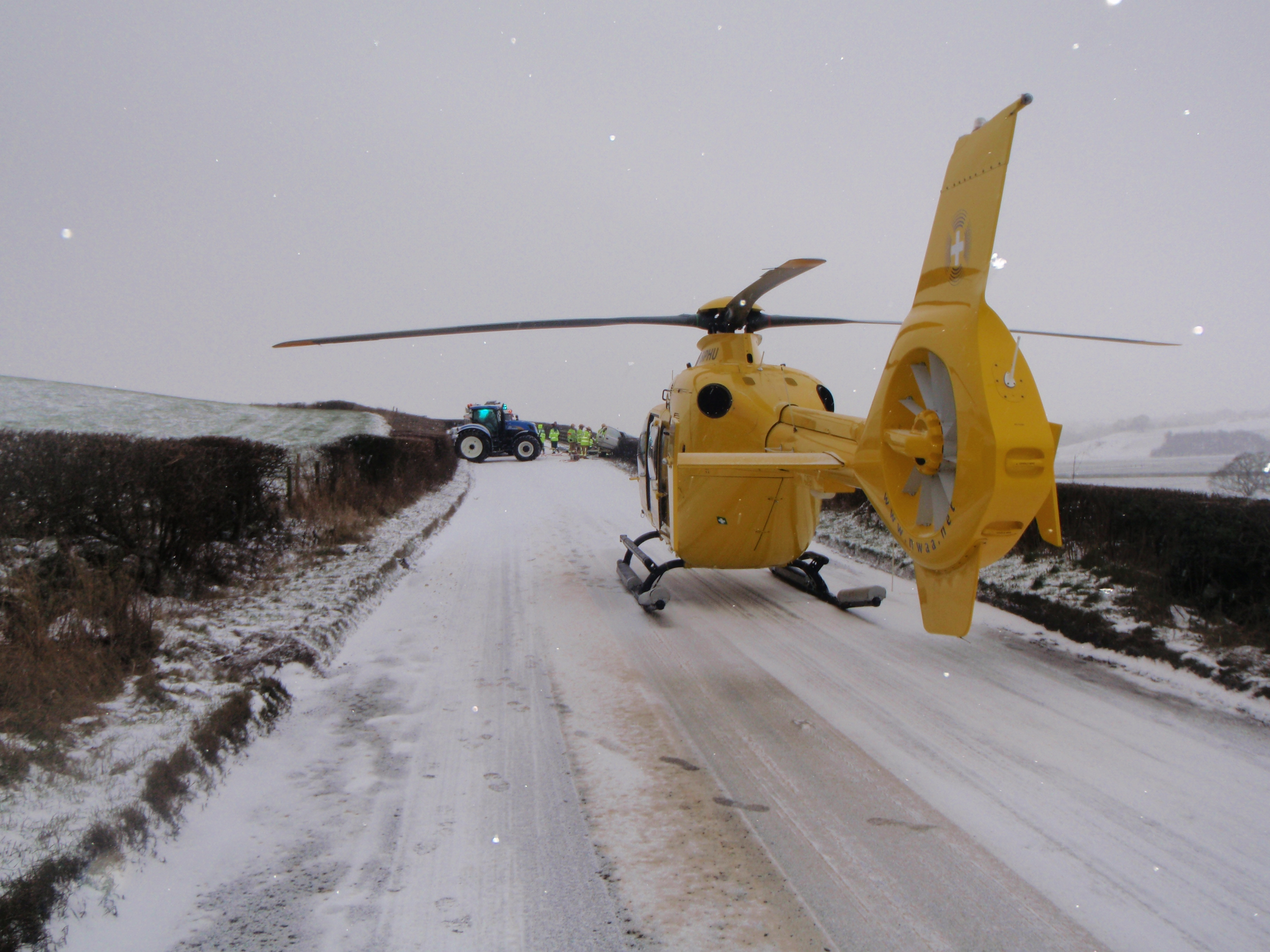

الرنين الأرضي و المعروف بالإنجليزية ب Ground resonance هي ظاهرة فزيائية تتمظهر في المروحيات خاصة تلك التي المتكونة من أكثر من ريشتين أو نصلين. تؤدي هذه الظاهرة إلى تلف المروحية أو فقدان السيطرة عليها و عدم إمكانية التحكم فيها. تنتج هذه الظاهرة بسبب تغير شكل الريشة بسبب القوى التي ترزح تحتها. هذ التغير في الشكل يؤدي إلى تغير في موقع مركز الكتلة الذي موقعه عادة في عمود الدوار. خروج مركز الكتلة عن محور عمود الدوار يؤدي إلى اهتزازات عنيفة جدا يمكن أن تؤدي إلى تلف المروحية أو فقدان السيطرة عليها. تنشئ هذه الظاهرة عادة حين ملامسة المروحية للأرض. و تتمثل إشكالية في هذه الحالة الفزيائية في أنها غير مستقرة أي أنه إذا بدأت فإنها لن تخمد من تلقائيا بل يجب العمل على إخمادها. هناك عدة طرق لتلافي أو الحد من هذه الظاهرة عن طريق بناء تخميد (زنبرك) بين الأنصال أو بين النصل و العمود الدوار أو تركيب جنيحات في الريشة تستخدم للحد من هذه الظاهرة.

## وصلات خارجية
- مشهد لتأثير الرنين الأرضي على يوتيوب
- مشهد لتأثير الرنين الأرضي في إحدى حلقات مسلسل ماك غايفر على يوتيوب